# Рагов-Мерц
Рагов-Мерц (нем. Ragow-Merz) — община в Германии, в земле Бранденбург.
Входит в состав района Одер-Шпре. Подчиняется управлению Шлаубеталь. Занимает площадь 43,54 км².
Коммуна подразделяется на 2 сельских округа.

## Население
| Год  | Население |
| ---- | --------- |
| 1990 | 463       |
| 1995 | 475       |
| 2000 | 560       |
| 2005 | 534       |
| 2010 | 478       |
| 2015 | 516       |
| 2020 | 527       |